# Andy McNab
Andy McNab, född 28 december 1959, är pseudonym för den engelske författaren och tidigare soldaten i specialförbandet SAS Steven Billy Mitchell.
McNab är mest känd för att ha författat boken Bravo två noll (Bravo Two Zero) där han beskriver sin tid inom SAS och sitt sista uppdrag och sin tid som tillfångatagen gruppchef i Irak. Chris Ryan, som var en av medlemmarna i samma grupp, lyckades undkomma vid tillfångatagandet och skrev boken Den ende som kom undan om sin flykt.
Andy McNab har även skrivit Attack: Mitt liv som kommandosoldat som beskriver hur han kom in i SAS och hans uppdrag fram till Bravo två noll. Därefter har han skrivit flera romaner i samma stil.

### Böcker baserade på verkligheten
- Bravo Two Zero (1993) (Bravo två noll: den sanna berättelsen om en kommandostyrka bakom fiendelinjerna i Irak, översättning Gösta Zetterlund, Forum, 1994)
- Immediate Action (1995; Attack: mitt liv som kommandosoldat, översättning Gösta Zetterlund, Forum, 1996)
- Seven Troop (2008) (Seven Troop, översättning Jan Malmsjö, Forum, 2010)
- Spoken from the Front (2009)

### Serien om Nick Stone
- Remote Control (1997) (Fjärrkontroll, översättning Gösta Zetterlund, Forum, 1998)
- Chrisis Four (1999) (Kris fyra, översättning Gösta Zetterlund, Forum, 2000)
- Firewall (2000) (Operation: Brandvägg, översättning Gösta Zetterlund, Forum, 2002)
- Last Light (2001) (Dödens skymning, översättning Gösta Zetterlund, Forum, 2003)
- Liberation Day (2002) (Frihetens dag, översättning Gösta Zetterlund, Forum, 2004)
- Dark Winter (2003) (Mörk vinter, översättning Gösta Zetterlund, Forum, 2005)
- Deep Black (2004) (Nattsvart, översättning Gösta Zetterlund, Forum, 2006)
- Aggressor (2005) (Angriparen, översättning Gösta Zetterlund, Forum, 2007)
- Recoil (2006) (Rekyl, översättning Gösta Zetterlund, Forum, 2008)
- Crossfire (2007)
- Brute Force (2008)
- Exit Wound (2009)
- Zero Hour (2010)
- Dead Centre (2012)
- "Silencer" (2013)
- "For valour" (2014)
- "Detonator" (2015)
- "Cold Blood" (2016)

### Pojksoldaten-serien
(Skriven tillsammans med Robert Rigby)
- Boy Soldier (2005) (Pojksoldaten, översättning Per Olaisen, Forum, 2006)
- Payback (2005) (Förrädaren, översättning Gabriel Setterborg, Forum, 2007)
- Avenger (2006) (Hämnaren, översättning Gabriel Setterborg, Forum, 2008)
- Meltdown (2007) (Dödsdrogen, översättning Gabriel Setterborg, Forum, 2009)

### Noveller
- The Grey Man (2006)
- Dropzone: Book 1 (2009)
- Last Night Another Soldier (2010)
- War Torn (2010)